# Tamchāl
Tamchāl är en ort i Iran.   Den ligger i provinsen Gilan, i den norra delen av landet, 220 km nordväst om huvudstaden Teheran. Antalet invånare är 718.
Terrängen runt Tamchāl är mycket platt. Runt Tamchāl är det ganska tätbefolkat, med 155 invånare per kvadratkilometer. Närmaste större samhälle är Āstāneh-ye Ashrafīyeh, 5,4 km söder om Tamchāl. Trakten runt Tamchāl består till största delen av jordbruksmark.